# Bükkcultuur
De Bükkcultuur was een neolithische cultuur van Oost-Slowakije en Hongarije, aan de bovenloop en ten noorden van de Tisza, vooral in het Bükkgebergte in Noord-Hongarije. Er waren nauwe relaties met het Alföld-bandkeramiek, waarvan de Bükkcultuur vaak als het late ontwikkelingsstadium wordt gezien. 

## Aardewerk
Kenmerkend is dunwandig aardewerk versierd met parallelle lint- of spiraalmotieven. Het vaatwerk is rijkelijk versierd en kenmerkt zich door een hoge keramische kwaliteit. Er zijn vooral zakvormige "kummels", flesvormige vaten met een tuit en dunwandige kommen. Rijke versieringen met patronen in boog-, slinger-, lint- en spiraalvormen zijn typerend. Er is ook gekleurd inlegwerk. De Pișcoltcultuur in het noordwesten van Roemenië had zeer vergelijkbare ornamentpatronen en vaattypen, maar deze waren meestal geschilderd en niet ingesneden.

## Handel
In deze cultuur gedolven obsidiaan uit het Zemplen- en Tokaj-gebied zijn bij naburige culturen teruggevonden. Anderzijds zijn in het gebied van de Bükkcultuur Spondylus-schelpen uit de Middellandse Zee of de Zwarte Zee te vinden.

## Nederzettingen
Nederzettingen zijn te vinden in het gelijknamige Bükkgebergte, maar ook op de Grote Hongaarse Laagvlakte. Naast in de grond verdiepte woningen waren er ook tell-achtige nederzettingen met verschillende cultuurlagen, en bewoonde grotten.

## Opvolging
In het verspreidingsgebied ontwikkelde zich onder zuidelijke invloeden de Tiszacultuur. Deze bevatte elementen van de Bükkcultuur, de Alföld-bandkeramiek en de Esztár- en Szákálhat-culturen.
- Nationale Bibliotheek van Tsjechië: ph927106